# Caspar Bach
Caspar Bach (ca. 1570 - 1642-44) fue un músico alemán. 
Nació en Wechmar. Hermano de Veit Bach y probablemente hijo de Hans Bach, fue Stadtpfeifer en Gotha hasta 1620, cuando se trasladó a Arnstadt donde tuvo el mismo cargo. Dedicado plenamente a la música desde 1633, fue fagotista contratado en la orquesta de la corte del conde de Schwarzburg-Arnstadt.
Entre sus hijos estaban:
- Caspar Bach (1600-)
- Heinrich Bach (-1635) el „Jonás ciego“
- Johann Bach (1612-1632)
- Melchior Bach (1603-1634)
- Nicolaus Bach (1619-1637)